# Сайде Муфтізаде
Сайде Муфті-Заде (крим. Sayde Müfti-Zade, нар. червень 1859 року — пом. 1920), уроджена Балатукова — кримськотатарська благодійниця і меценатка, яка за власні кошти утримувала кримськотатарський ескадрон, відкрила національну школу, спорудила лікарню для малозабезпечених та збудувала казарми для воїнів. Сайде Муфті-Заде називають «кримськотатарською „Залізною леді“». Вона також активно виступала за права жінок.

## Біографія

### Ранні роки
Сайде Муфтізаде, уроджена Балатукова, народилася в червні 1859 року в Кезлеві (Євпаторія). Відомо, що її предки були найвпливовішими князями Кабарди, які визнавали верховну владу Кримського ханства. Після Канжальської битви Балатукови, залишившись відданими династії Гіраєв, 1708 року залишили батьківщину і разом із кримським ханом Капланом Гіраєм пішли до Криму. Там Балатукови були незмінними міністрами фінансів при кримських ханах. Дідом Сайде був князь Кая-бей, генерал-майор у відставці. Батьками — Мемет-бей і Зейнеп-Султан, які дотримувалися прогресивного підходу до виховання дітей, не обмежуючи їхню свободу, що сприяло формуванню незалежного, рішучого характеру дівчинки.
У 80-х роках XIX століття Сайде видали заміж за Ісмаїла-мурзу Муфтізаде. Попри значну різницю у віці (18 років), їхній шлюб вважали щасливим. Чоловік бачив у ній не лише дружину, а й помічницю та свою «праву руку». За підтримки чоловіка Сайде Муфтізаде присвятила себе благодійності, не зважаючи на очікування щодо «жіночої ролі» в суспільстві.

### Меценатство
У 1885—1888 роках Ісмаїл Муфтізаде очолював Євпаторійську повітову земську управу, де, за підтримки Сайде, відстоював інтереси кримськотатарського населення — зокрема повертав відібрані земельні ділянки та надавав широкі повноваження їхнім власникам. Такі дії викликали спротив нових землевласників, які подали на Ісмаїла скаргу. Після відставки з посади голови він залишився гласним і продовжував контролювати діяльність місцевих чиновників. У цей час Сайде Муфтізаде відігравала помітну роль у суспільному житті повіту: активно долучилася до благодійних і господарських ініціатив, підтримувала розвиток кримськотатарської освіти та виступала проти розкрадання коштів, закладених у державному бюджеті на ці потреби. Разом із чоловіком вона сприяла відкриттю шкіл, дбала про прозорість витрат і домагалася забезпечення інтересів громади.
Наприкінці XIX століття родина Муфтізаде переїхала з Кезлева до Акмесджита (Сімферополь). У цей період Ісмаїл розпочав роботу над своїм історико-документальним дослідженням «Нарис військової служби кримських татар з 1783 по 1889 рік», тоді як благодійність повністю перейнялася дружина. Родина Муфтізаде володіла значними маєтками та земельними угіддями в Сімферопольському та Євпаторійському повітах, і саме Сайде керувала грошима.
Одним з численних проєктів Сайде Муфтізаде стало будівництво будинку для здійснення похоронних обрядів на мусульманському кладовищі в Сімферополі. У вересні 1913 року вона подала офіційне клопотання до Будівельного відділення Таврійського губернського правління, супроводжене планом забудови та зазначенням потреби в квартирах для наглядача, охоронця та приміщенням для мектебе (школи). Проєкт був схвалений і втілений.
1915 року вона звернулася з клопотанням щодо передачі смуги дороги для розширення кладовища в Сімферополі, призначеного, зокрема, для поховання нижніх чинів Кримського кінного полку. Раніше це прохання Магометанського Духовного Правління Сімферопольська Міська Управа відхилила через неприпустимість звуження вулиці через невідповідність нормативам — Сайде Муфтізаде, своєю чергою, це рішення оскаржила.
Для розв'язання важливих питань Сайде Муфтізаде неодноразово здійснювала поїздки до Санкт-Петербурга, де мала аудієнції з високопосадовцями, зокрема — з імператрицею. Саме під час таких зустрічей ухвалювалися остаточні рішення щодо долі ініціатив Сайде. Зокрема, завдяки цьому знайомству були збудовані також казарми для Кримського кінного полку в Акмесджиті; вони були зведені за кошти самої Сайде Муфтізаде. Вона також опікувалася військовими: захищала їх у разі непередбачених обставин, часто надавала матеріальну допомогу та дарувала подарунки.
Окрім усього цього, за кошти Сайде Муфтізаде була збудована мектеб — початкова школа для кримськотатарських дітей, та лікарня, для якої вона придбала необхідне обладнання. Меценатка фінансувала навчання кримськотатарських студентів за кордоном, сприяючи таким чином формуванню національної інтелігенції.

### Останні роки
У період радянських більшовицьких переслідувань Сайде Муфтізаде втратила свій політичний вплив і була змушена неодноразово змінювати місце проживання, проте Крим не залишала.
Померла у 1920 році. Її будинок конфіскувала радянська влада, а мусульманське кладовище, де були поховані вона та її чоловік, знищили й забудували.

## Родина
У Сайде та Ісмаїла Муфтізаде було 7 дітей:
- Зейнеп (1876–д/н), дружина: 1) Хакім-бека Кличева; 2) Карашайського[9].
- Лейла (1878—1966), дружина Іси Тайганського, емігрувала в Туреччину[9].
- Хатідже (1882-д/н), дружина Кримтаєва[9].
- Селім (1884—1945), ротмістр у дивізіоні Кримського кінного полку Добровольчої армії, в еміграції працював таксистом у Парижі[10].
- Мемет (1888—1913), помер від тифу[10].
- Якуб (1893—1919?), вважається зниклим безвісти на громадянській війні[9].
- Мер'єм (1893—1967), дружина: 1) Джан-Ґірая Казумбекова; 2) Османа Боснякова[11].